# Anna Mosegaard
Anna Mosegaard, geborene Sachse, (* 2. Januar 1881 in Nordhausen; † 26. März 1954 in Hadersleben) war eine deutsche Politikerin und Schriftstellerin.

## Leben
Anna Mosegaard war eine Tochter des Brauereiarbeiters Christoph Sachse (* 1844; † 1884) und dessen Ehefrau Dorothee, geborene Machlitt (* 1850; † 1903). Sie verbrachte Kindheit und Jugend in einem Waisenhaus und war danach Tabakarbeiterin. 1901 heiratete sie den Tabakspinner Johann Mosegaard (* 1880 in Hadersleben; † 1943 ebenda), mit dem sie eine Tochter und zwei Söhne bekam. Sie beendete mit ihrer Mutterschaft die berufliche Tätigkeit.  
Das Ehepaar Mosegaard engagierte sich in der sozialdemokratischen Arbeiterbewegung. 1919 gewann Anna Mosegaard für die SPD ein Mandat für die verfassungsgebende preußische Landesversammlung, das sie jedoch nicht wahrnahm. Von 1913 hatte sie ihren Wohnsitz in Silkeborg, anschließend, mit kurzen Unterbrechungen in Hadersleben. 1932 wurde ihre Ehe mit Johann Mosegaard geschieden.

## Arbeiten als Schriftstellerin
Moosegard schrieb insbesondere für sozialdemokratische Medien. Ihre Artikel erschienen bspw. in der Schleswig-Holsteinischen Volkszeitung, der Landpost, Det røde Postbud, der Norddeutschen Volksstimme, der Gleichheit oder Vorwärts. Ihre Beiträge waren unterhaltsam und teilweise bemerkenswert. Dies galt insbesondere für ihre Berichte über die Kindheit im Waisenhaus, die Arbeitsbedingungen und nationale Unterschiede in der deutsch-dänischen Grenzregion.
In ihren Schriften zu sozialen Themen stellte sie sich eindeutig auf Seiten der Arbeiter. Bei nationalen Konflikten betonte sie, dass es notwendig sei, dass sich Deutsche und Dänen versöhnten und schrieb, dass die Arbeiter dies bereits verwirklicht hätten. Große Teile ihrer Beiträge gestaltete sie halbbiographisch. Dies gilt insbesondere für mehrere Manuskripte, die sie vor Lebensende nicht mehr veröffentlichte. Dazu zählt das Theaterstück Herbststürme, das in den 1920er Jahren in Hadersleben zu sehen war.
Neben diesen Arbeiten gestaltete Moosegard viele Märchenspiele, die oftmals allgemeine soziale Themen behandelten.